# Acrocercops rhothiastis
Acrocercops rhothiastis is een vlinder van de familie van de mineermotten (Gracillariidae). De wetenschappelijke naam van deze soort is voor het eerst voorgesteld door Edward Meyrick in een publicatie uit 1921.

## Verspreiding
De soort komt voor in Nigeria.

## Waardplanten
De rups leeft op Bridelia micrantha (Phyllanthaceae).